# Cold Fact
Cold Fact è il primo album in studio del musicista americano Rodriguez pubblicato nel marzo 1970.
Il disco è stato un insuccesso in USA, mentre ha vinto un disco d'oro in Sudafrica e un disco d'argento in Australia. È stato conosciuto in patria solamente dopo la rimasterizzazione dei suoi CD da parte della Light On The Attic Records e con la pubblicazione del documentario Searching for Sugar Man.

## Storia

### Le canzoni
Tutte le canzoni che compaiono nell'album sono state composte da Rodriguez. Fanno eccezione Hate Street Dialogue e Gommorah, scritte dal poeta Gary Harvey in collaborazione con i produttori dell'album. Dennis Coffey ha ricordato che le canzoni parlavano delle strade in cui viveva e degli spacciatori che conosceva, mentre Mike Theodore ha ricordato di come le persone che ascoltavano le sue canzoni ne venivano catturate, perché erano testi di forte impatto con delle semplici melodie.

### Registrazione
I brani vennero registrati tra agosto e settembre 1969, in numerose sessioni serali ed alcune durante la giornata; per arricchire il suono, oltre alla chitarra elettrica, alle tastiere, al basso e alla batteria, vennero aggiunti sax o archi.

### La pubblicazione
È stato pubblicato a marzo 1970 con il numero di serie SXB70000. Presentava sulla copertina una foto scattata da Bob Flath un mattino presto, alla fine della registrazione delle canzoni, mentre sul retro aveva i testi delle canzoni. L'album ha avuto subito critiche positive, grazie alle quali Rodriguez è stato anche intervistato, ma è stato un flop di vendite, tanto da non entrare nemmeno in classifica. In Sudafrica e in Australia invece ha venduto moltissimo.

## Tracce
Tutti i brani sono di Sixto Rodriguez, eccetto dove indicato.
Lato A
1. Sugar Man
2. Only Good for Conversation
3. Crucify Your Mind
4. This Is Not A Song, It's an Outburst: Or, The Establishment Blues
5. Hate Street Dialogue (Gary Harvey - Mike Theodore - Dennis Coffey)
6. Forget It

Lato B
1. Inner City Blues
2. I Wonder
3. Like Janis
4. Gommorah (A Nursery Rhyme) (Gary Harvey-Mike Theodore-Dennis Coffey)
5. Rich Folks Hoax
6. Jane S. Piddy

## Formazione

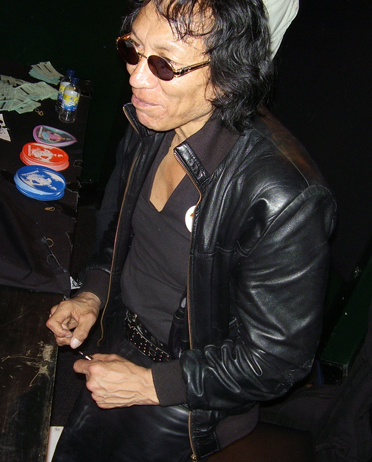
Rodriguez nel 2007

- Sixto Rodriguez: voce, chitarra acustica
- Dennis Coffey: chitarra elettrica solista
- Mike Theodore: tastiera
- Bob Babbitt: basso elettrico
- Andrew Smith: batteria
- Bob Pangborn: percussioni
- Detroit Symphony, diretta da Gorden Staples: archi
- Musicisti non accreditati, diretti da Carl Reatz: 3 tromboni, sassofono baritono
- Amici e familiari di Joyce Vincent e Telma Hopkins: cori a Gommorah

La chitarra è amplificata grazie ad un amplificatore per bassi Ampeg. Nella canzone Sugar Man sono presenti alcuni effetti sonori di violini provenienti da un'altra canzone della Sussex. Gli arrangiamenti degli ottoni e degli archi sono ad opera di Mike Theodore.